# Bundesstraße 86
De Bundesstraße 86 (ook wel B86) is een bundesstraße in de Duitse deelstaten Saksen-Anhalt en Thüringen.
De B86 begint bij Hettstedt en loopt verder langs de stad Sangerhausen en verder naar Straußfurt. De B86 is ongeveer 77 km lang.

## Routebeschrijving
De B86 begint in Hettstedt. De weg loopt door de stad Mansfeld hier kruist ze de B180 en  loopt ze samen met de B242. De B86 loopt langs van Sangerhausen en sluit bij afrit Sangerhausen aan op de A38. Vanaf hier is de B86 vanwege het parallelle verloop aan de A71 afgewaardeerd tot Landesstraße, Kreisstraße en lokale wegen. De B86 begint weer in Sachsenburg op een kruising met de B85, loopt door Weißensee en eindigt in Straußfurt op de B4.
B1 · B2 · B4 · B6 · B6n · B7 · B19 · B27 · B62 · B71 · B71n · B79 · B80 · B81 · B84 · B85 · B86 · B87 · B88 · B89 · B90 · B91 · B92 · B93 · B94 · B95 · B96 · B97 · B98 · B99 · B100 · B101 · B107 · B115 · B156 · B169 · B170 · B171 · B172 · B172a · B172b · B173 · B174 · B175 · B176 · B178 · B180 · B181 · B182 · B183 · B183a · B184 · B185 · B186 · B187 · B187a · B188 · B189 · B190 · B190n · B242 · B243 · B244 · B245 · B245a · B246 · B246a · B247 · B248 · B248a · B249 · B250 · B278 · B280 · B281 · B282 · B283 · B285